# レイク・ジェニーバ・タクティカル・スタディーズ・アソシエイション
レイク・ジェニーバ・タクティカル・スタディーズ・アソシエイション(LGTSA、レイク・ジェニーバ戦術研究会)は、1970年代初期を通してウィスコンシン州レイク・ジェニーバで活動していた著名なウォー・ゲーム同好会である。
当初、1970年の2月から3月頃はレイク・ジェニーバ・タクティカル・スタディーズ・アソシエイションと呼ばれていたが、数週間の内に「LGTSA」と呼ばれるようになった。
初期の会員はゲイリー・ガイギャックス、テリー・クンツ、ロブ・クンツ、アーニー・ガイギャックス、ジェフ・ペレン、マイク・リース、レオン・タッカー、ドン・ケイらであった。
サークルは通常、ガイギャックスの家の地下室で毎週会合を行った。ブライアン・ブルームはLGTSAに1973年の夏に加入した。
1973年にガイギャックスとケイが『ダンジョンズ&ドラゴンズ』を出版するためにタクティカル・スタディーズ・ルールズ（後のTSR, Inc.）を創立した際、社名にLGTSAの名前の一部を借用した。ブルームはその後まもなく共同経営者となった。LGTSAは『ダンジョンズ&ドラゴンズ』が出版された後も、ウォーゲームサークルとして活動し続けた。